# Oddział Świętokrzyski PTTK im. Stanisława Jeżewskiego w Ostrowcu Świętokrzyskim
Oddział Świętokrzyski PTTK im. Stanisława Jeżewskiego w Ostrowcu Świętokrzyskim – jedna z dwóch jednostek Polskiego Towarzystwa Turystyczno-Krajoznawczego działających w Ostrowcu Świętokrzyskim. Posiada osobowość prawną i własny statut oparty na Statucie PTTK.
Siedziba oddziału znajduje się w kamienicy w centrum miasta na osiedlu Kamienna. Oddział prowadzi Biuro Obsługi Ruchu Turystycznego (BORT). Posiada świetlicę i bibliotekę z bogatym księgozbiorem. Corocznie jest organizatorem siedmiu rajdów oraz wycieczek pieszych sobotnio-niedzielnych i autokarowych. Promuje region w konkursie „Moja Ojczyzna w Dolinie Kamiennej”, po raz pierwszy ogłoszonego z okazji obchodów 400-lecia Ostrowca Świętokrzyskiego, a także etapu wojewódzkiego „Poznajemy Ojcowiznę”. Organizuje również etap oddziałowy Ogólnopolskiego Młodzieżowego Turnieju Turystyczno-Krajoznawczego. Przy oddziale działają: Koło Przewodników Świętokrzyskich, Koło Terenowe, Koła SKKT-PTTK, Komisja Turystyki Pieszej i Górskiej, Komisja Krajoznawcza i Ochrony Przyrody.

## Historia

### Oddział Polskiego Towarzystwa Krajoznawczego
Powstanie oddziału Polskiego Towarzystwa Krajoznawczego w Ostrowcu datuje się na 13 września 1913 roku. Jego założycielami byli: Jan Żakowski, Stefan Czapliński, ks. Władysław Chrzanowski, Alina Makarewiczówna i Stefan Stachurski. Biuro oddziału mieściło się w domu pierwszego prezesa Jana Żakowskiego przy ulicy Siennieńskiej 34.
W czasie pierwszego zebrania członków 12 listopada odczyt pt. „Piękno naszego kraju” wygłosił wiceprezes Rady Głównej PTK Mikołaj Wisznicki. Oddział organizował wycieczki krajoznawcze do Iłży, Bodzentyna, Opatowa, Nietuliska i na Święty Krzyż, w planach było założenie czytelni i biblioteki oraz gromadzenie zbiorów krajoznawczych, lecz działalność została przerwana przez wybuch I wojny światowej.
Działalność wznowiono jesienią 1924 roku. W 1925 roku została zorganizowana wyprawa naukowa, pod kierownictwem dra Józefa Żurowskiego, do neolitycznych kopalni krzemienia pasiastego w Krzemionkach. Uczestniczył w niej Jan Samsonowicz, odkrywca prehistorycznego obiektu. Rozpoczęto prace badawcze i starania o ochronę obiektu, a zgromadzone wówczas eksponaty dały początek zbiorom nowo tworzonego muzeum. Kierownictwo otwartego w 1927 roku muzeum powierzono Mieczysławowi Radwanowi, a kustoszem została Maryla Żakowska. Muzeum gromadziło eksponaty z dziedziny archeologii, geologii, historii, numizmatyki, fotografii. Otwarcie miało miejsce rok później.
Na rok 1927 przypada wytyczenie przez oddział pierwszych szlaków turystycznych wiodących z Ostrowca, Ćmielowa i Nietuliska na Święty Krzyż, a następne w roku 1930 z Ćmielowa do Bałtowa i z Wąchocka do Bodzentyna.
Z okazji 10. rocznicy odzyskania niepodległości wydano monografię Ostrowca pod redakcją Mieczysława Radwana.
14 września 1930 roku odsłonięto na dzwonnicy w Ćmielowie, ufundowaną przez oddział, tablicę poświęconą, urodzonemu w pobliskiej Brzóstowej, prof. Marianowi Raciborskiemu. Na uroczystości przemawiał prof. dr Władysław Szafer.
Wspólnie z Powszechnym Uniwersytetem Regionalnym im. Stanisława Konarskiego w Sandomierzu w roku 1931 zorganizowano w Ostrowcu Zjazd Regionalny poświęcony sprawom dorzecza Kamiennej.
Atak Niemiec w 1939 roku i okupacja uniemożliwiły dalsze funkcjonowanie oddziału. Niemcy zniszczyli bogatą bibliotekę, zlikwidowano muzeum, zdołano zabezpieczyć tylko niektóre eksponaty w tym skarb kunowski – 73 dukatów złotych i 843 srebrnych monet. Hitlerowcy zamordowali głównych działaczy Stanisława Saskiego i Stanisława Żakowskiego, w Oświęcimiu zginął Franciszek Kubala. Wielu innych zmarło lub wyjechało z Ostrowca. Działalność zamarła na dziesięć lat, a jej wznowienie nastąpiło 23 kwietnia 1948 roku z inicjatywy przedwojennych działaczy: Maryli Żakowskiej, Stanisława Jeżewskiego i Jana Szymańskiego.

### Oddział Polskiego Towarzystwa Turystyczno-Krajoznawczego
17 grudnia 1950 roku powstał oddział Polskiego Towarzystwa Turystyczno-Krajoznawczego, będący kontynuatorem 37-letniej działalności PTK w Ostrowcu Świętokrzyskim.
W roku 1954 powstało Koło PTTK przy Hucie im. M. Nowotki, a następnie przy kolejnych ostrowieckich zakładach pracy: Cukrowni „Częstocice”, Spółdzielni Drukarsko-Introligatorskiej, Powszechnej Spółdzielni Spożywców, Ostrowieckich Zakładach Materiałów Ogniotrwałych, Oddziale PKS, Przedsiębiorstwie Gospodarki Komunalnej i Rejonowym Urzędzie Telekomunikacji oraz przy Fabryce Maszyn Rolniczych w Kunowie, Fabryce Porcelany w Ćmielowie. Istniało również Koło Prawników. W 1976 roku powstały koła przy Zakładzie Nr 1 ZZPO „Wólczanka” i przy Zakładzie Przemysłu Odzieżowego „Modar”.
W roku 1957 nastąpiła reaktywacja zlikwidowanych w roku 1951 Szkolnych Kół Krajoznawczo-Turystycznych. Powstały koła przy Technikum Mechaniczno – Hutniczym, LO im. Chreptowicza, Zasadniczej Szkole Zawodowej, Koło Międzyszkolne PTTK, „Łaziki” przy Państwowym Zakładzie Wychowawczym. W następnych latach zorganizowano koła SKKT-PTTK w kolejnych placówkach.

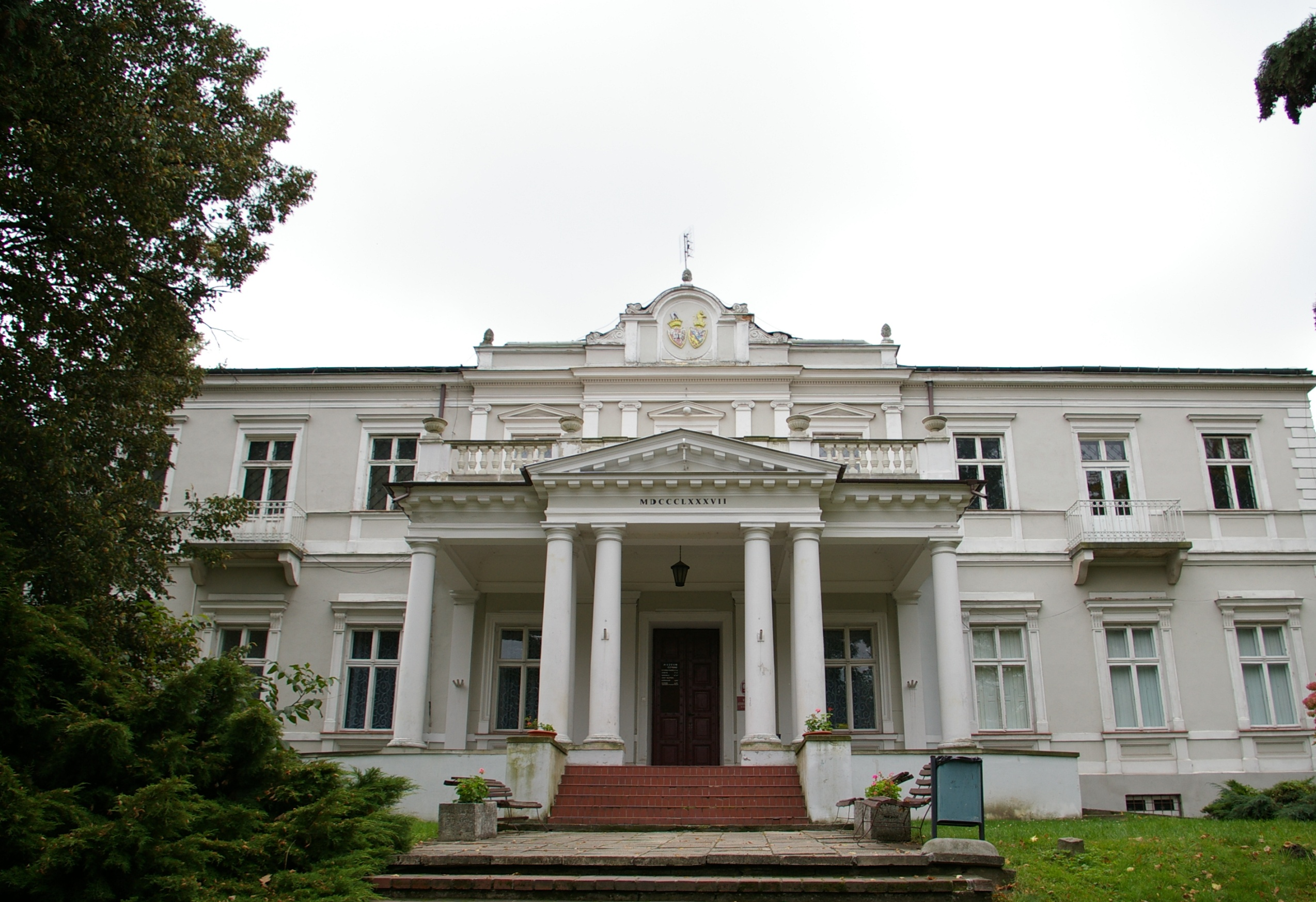
Muzeum w Częstocicach

Powołana w roku 1955 Komisja Opieki nad Zabytkami przez wiele lat opiekowała się najcenniejszym zabytkiem, czyli neolitycznymi kopalniami krzemienia w Krzemionkach oraz zabytkami architektury, techniki, przyrody, cmentarzami. Edmund Dziewulski – członek komisji wystąpił w 1966 roku na Milienijnym Kongresie Kultury Polskiej. Komisja w roku 1959 podjęła starania o utworzenie muzeum w częstocickim pałacu, a w roku 1970 jej przewodniczący Stanisław Jeżewski z własnych funduszy oznakował żeliwnymi tablicami miejsca walk powstańczych 1863 roku w Bodzechowie, Czarnej Glinie, Czętocicach i Sudole. Piaskowcowe płyty zostały umieszczone na powstańczych mogiłach w Kunowie i Sudole oraz na ścianie kaplicy położonej przy Trakcie Iłżeckim.
W roku 1964 nastąpiła inauguracja pracy Koła Przewodników. W roku 1970 oddział przejął obsługę ruchu turystycznego w Krzemionkach.
Z okazji 60-lecia oddziału obchodzonego w 1973 roku otrzymał on sztandar oraz miano „Świętokrzyski”.
Oddział za swoją działalność w roku 1975 z okazji obchodów 25-lecia powstania PTTK został wyróżniony Złotą Honorową Odznaką PTTK, a w roku 2006 otrzymał Odznakę Honorową za Zasługi dla Turystyki przyznaną przez Ministra Gospodarki.
W dniach 27-28 września 1991 roku odbyła się uroczystość nadania oddziałowi imienia Stanisława Jeżewskiego. Na budynku siedziby oddziału odsłonięta została płyta poświęcona Patronowi. W tym czasie imię Stanisława Jeżewskiego otrzymał również niebieski szlak turystyczny Pętkowice – Święty Krzyż. Odbył się również pierwszy Rajd Śladami Patrona.
Dla oddania hołdu Janowi Pawłowi II, Honorowemu Członkowi PTTK i Honorowemu Przewodnikowi, oddział był fundatorem tablicy na Szlaku Papieskim, której odsłonięcie i poświęcenie miało miejsce 4 października 2009 roku.

## Organy Oddziału
Zarząd Oddziału w kadencji na lata 2009-2012):
- Prezes – Zbigniew Chmielewski,
- Wiceprezesi – Alicja Mężyk i Roman Kałuża,
- Skarbnik – Krzysztof Kucharski,
- Sekretarz – Zofia Kochanek,
- Członkowie – Dorota Szczałuba, Marzena Kral, Danuta Szczepańska, Bogusław Wojtkiewicz, Ireneusz Foremniak i Juliusz Ginter.

Komisja Rewizyjna:
- Prezes – Alicja Tokarska,
- Wiceprezes – Tomasz Gawlik,
- Sekretarz – Halina Krzos,
- Członkowie – Zofia Baran i Anna Wilczak.

Oddziałowy Sąd Koleżeński:
- Prezes – Marian Matyga,
- Wiceprezes – Piotr Trojanowski,
- Sekretarz – Joanna Zielińska,
- Członkowie – Adam Szklarski i Ryszard Trojanowski.

## Komisje i weryfikaty
- Komisja Turystyki Pieszej i Górskiej
  - Weryfikat Odznaki Turystycznej Pieszej
  - Weryfikat Górskiej Odznaki Turystycznej

- Komisja Krajoznawcza i Ochrony Przyrody
  - Weryfikat Turysty Przyrodnika
  - Weryfikat Regionalnej Odznaki Krajoznawczej